# Nebulosa a emissione

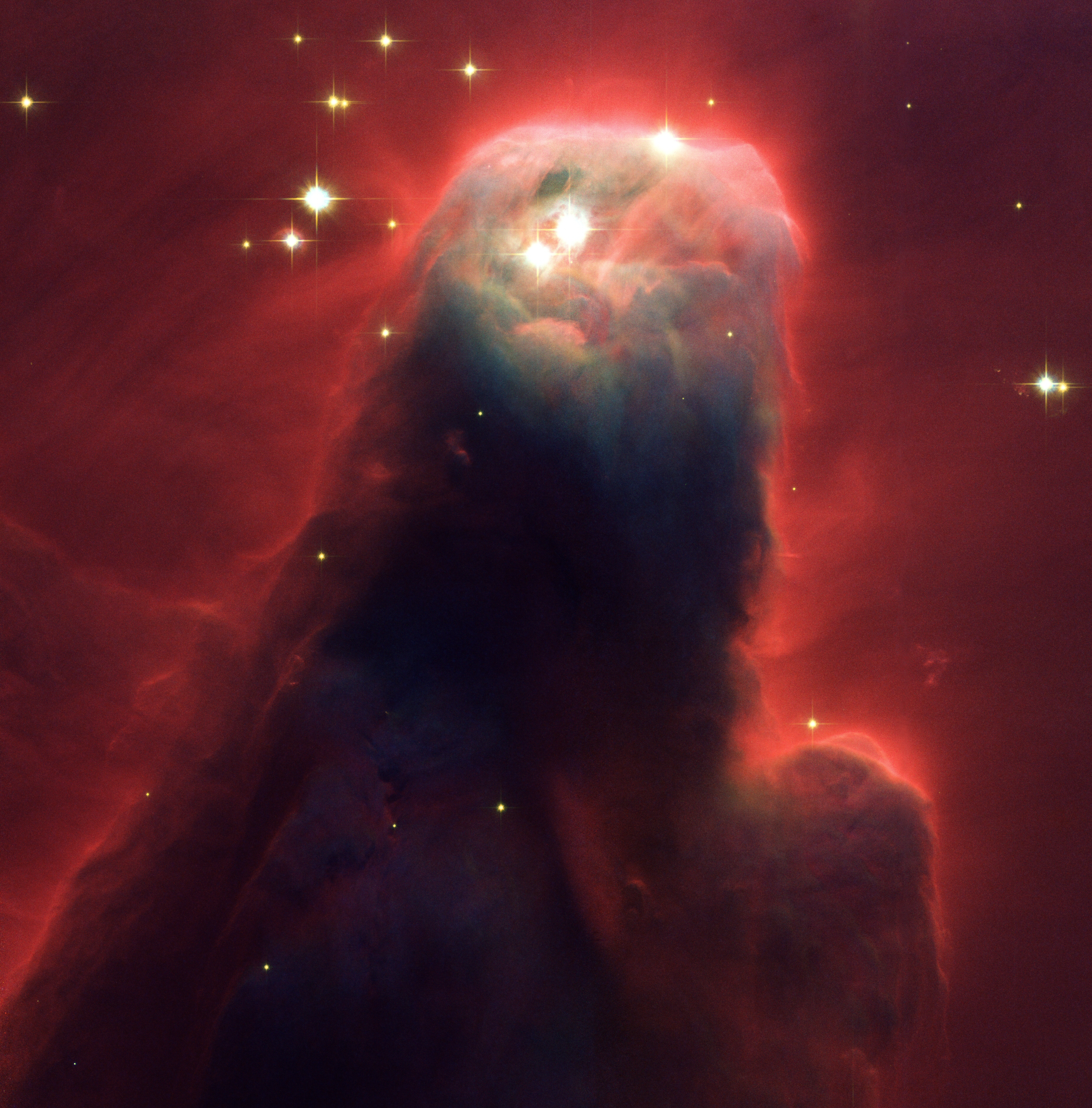
Dettaglio della Nebulosa Cono in una immagine del Telescopio Spaziale Hubble.

Una nebulosa a emissione  è una nube interstellare di gas ionizzato che emette luce di vari colori. L'origine più comune della ionizzazione sono fotoni ad alta energia emessi da una vicina stella calda. Se la stella è una giovane stella massiccia, tipo O o B, la nebulosa è chiamata regione H II. Se è prodotta da una stella collassata in una nana bianca, la nebulosa è chiamata nebulosa planetaria.

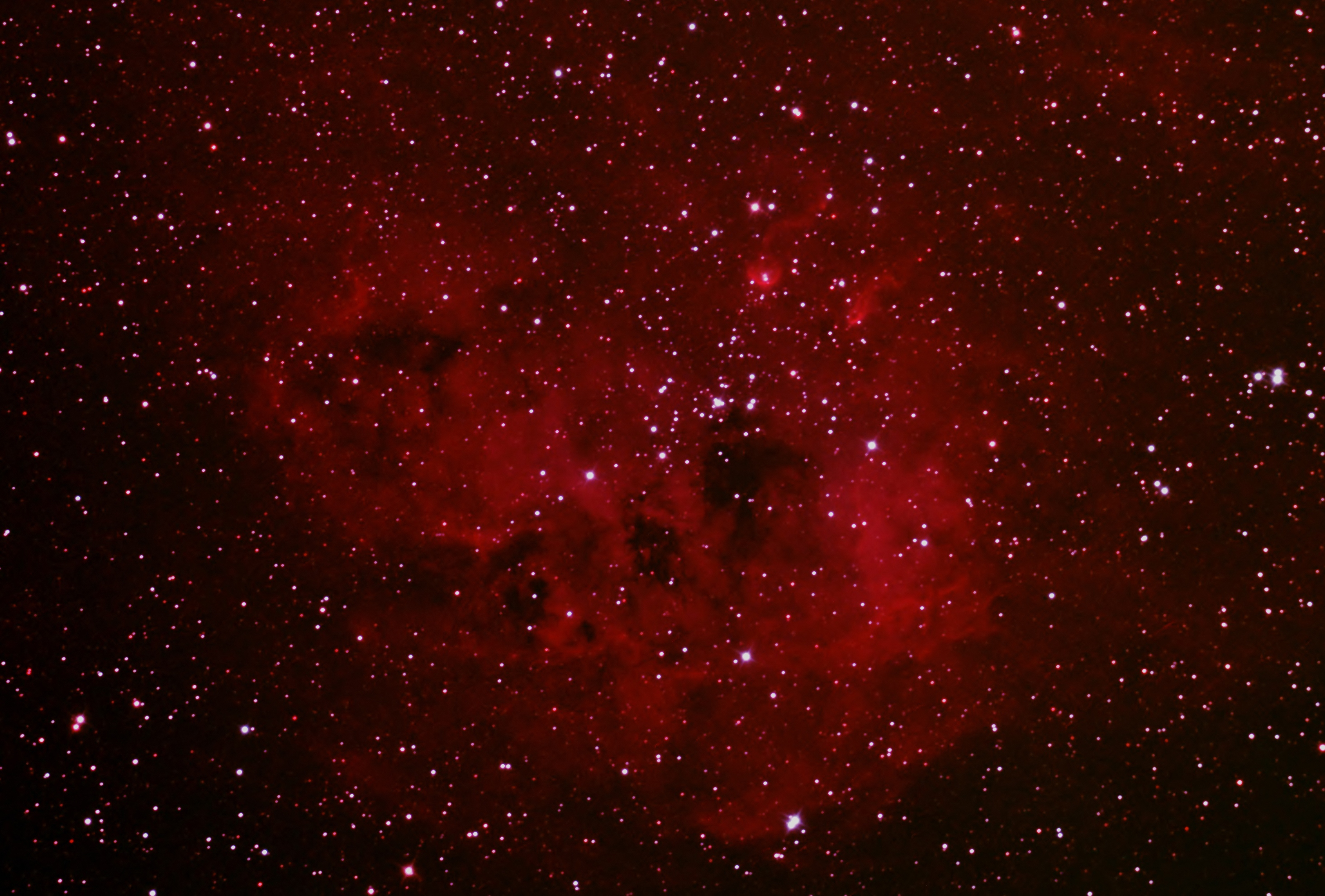
Nebulosa IC 410 nella costellazione di Auriga ripresa con un telescopio RC 8" e camera CCD ad alta risoluzione.

## Informazioni generali
Solitamente, una giovane stella ionizza parte della stessa nube dalla quale nasce. Solo le grandi e calde stelle possono rilasciare l'ammontare di energia richiesta a ionizzare una parte significativa della nube. Più spesso, un intero ammasso di giovani stelle svolge il compito.
Il colore della nebulosa dipende dalla sua composizione chimica e dal livello di ionizzazione. A causa dell'ampia prevalenza di Idrogeno nel gas interstellare, e le relativamente basse energie richieste per la sua ionizzazione, molte nebulose a emissione sono rosse. Se è disponibile più energia, altri elementi possono essere ionizzati e sono possibili nebulose verdi e blu. Esaminando lo spettro delle nebulose, gli astronomi ne deducono la loro composizione chimica. La maggior parte delle nebulose a emissione è composta per circa il 90% da idrogeno, per il resto elio, ossigeno, azoto, e altri elementi.
Due delle più belle nebulose ad emissione visibili dall'emisfero boreale sono la Nebulosa Laguna e la Nebulosa di Orione. Il complesso nebuloso più brillante del cielo è invece quello della Nebulosa della Carena.
Le Nebulose a emissione hanno spesso macchie scure che sono il risultato di nubi di polvere che bloccano la luce. Le combinazioni di nebulose a emissione e nubi di polvere "disegnano" forme che assomigliano ad oggetti noti, infatti molte nebulose portano il nome di questi oggetti, come la Nebulosa Nord America o la Nebulosa Cono.
Alcune nebulose sono composte sia da parti a riflessione che ad emissione, come la Nebulosa Trifida.